# Escola Politècnica Superior d'Enginyeria de Manresa
L'Escola Politècnica Superior d'Enginyeria de Manresa (EPSEM) és un centre universitari públic, amb seu a Manresa, i que forma part de la Universitat Politècnica de Catalunya. Com a fet singular l'Escola acull les instal·lacions del Museu de Geologia Valentí Masachs on s'exposen els minerals i el seu aprofitament a la vida quotidiana.

## Història
D'acord amb Pere Gasol les primeres referències sobre l'escola es remunten al 1932, durant el període de la Generalitat republicana. El diari «El Dia» 

recull les declaracions fetes per l'aleshores conseller de cultura Ventura Gassol al diari «L'Opinió», dient que tenia al cap la futura creació de l'«Escola de Minaires de Manresa». El centre fou creat l'any 1942 com a «Escola de Capataços Facultatius de Mines»
 gràcies a l'impuls de la indústria minera del Bages i el Berguedà.
L'activitat docent s'inicià durant el curs 1943-44 amb medis molt precaris essent sots-director José Aramburu Luque (Getafe 1890-1960)

, enginyer de mines director de l'explotació de Cardona i pare del militar espanyol José Luis Aramburu Topete.És interessant notar que totes les escoles de facultatius de mines d'aquella època tenien un director únic que era sempre el director de la Escuela Especial de Ingenieros de Minas de Madrid.
La llei d'ordenació dels ensenyaments tècnics de 1957
va assimilar les escoles de facultatius de mines a escoles de tècnics de grau mitjà i l'escola passà a denominar-se «Escola de Pèrits de Mines i Fàbriques Metal·lúrgiques i Mineral·lúrgiques». Aquest canvi legal, que es va començar a aplicar el 1960, propicià de facto la independència de la Escuela Especial de Ingenieros de Minas de Madrid.
Com a conseqüència, el 1964 l'escola passà a tenir director, el primer dels quals fou Josep Comella i Castell, vinculat laboralment a «Carbones de Berga S.A.». La nova ordenació també comportà canvis substancials en els ensenyaments, que esdevingueren més reglats i amb un nombre més gran d'hores lectives. A més, l'escola començà a impartir les especialitats de metal·lúrgia i mineral·lúrgia. Fruit de l'augment d'activitat lectiva s'incorporaren nous professors entre els quals Valentí Masachs. Aquest augment d'activitat feu més evident encara la precarietat de l'espai de què es disposava. Per pal·liar-ne la necessitat, a partir del curs 1960-61 s'ocupà també una petita part de l'edifici del Sindicat Vertical a Manresa, segons sembla facilitat pel professor de dibuix d'aquell moment Fernando Hurtado. En la mateixa època també s'aconseguí que la Cambra Oficial de Comerç i Indústria de Manresa cedís els terrenys on avui es troba l'Escola.
La reforma educativa del 1964 incorporà l'exigència del batxillerat superior per accedir als estudis i canvià de nou la denominació de l'Escola, que passà a dir-se «Escola d'Enginyeria Tècnica Minera». Els seus titulats també canviaren la denominació i passaren a ser «Enginyers Tècnics en Explotació de Mines» o «Enginyers Tècnics en Fàbriques Siderometal·lúrgiques i Metal·lúrgiques» segons l'especialitat. El pla d'estudis es reduí a tres anys de durada eliminant l'any de «selectiu» que havia existit fins al moment. L'augment de l'exigència d'accés provocà una disminució de la demanda dels estudis.